# Lentikulärt tryck

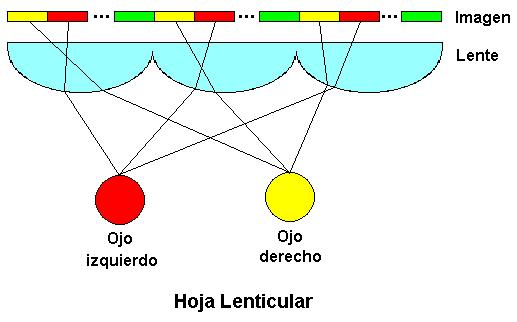
Beroende av betraktningsvinkeln ses en av flera bilder, här representerade med olika färger, tryckta under vertikala små linser.

Med lentikulärt tryck, ibland kallat linstryck, 3D-tryck kan man visa en eller två av flera bilder som finns på baksidan av ett plastskikt med små längsgående linser.  Man kan bland annat visa bilder med en tredimensionell effekt utan att man behöver speciell utrustning.
Man trycker antingen direkt på baksidan av plastskiktet eller laminerar det med en trycksak. Det går att trycka flera olika bilder på samma yta och vilken bild man ser beror på vinkeln.
Lentikulärt tryck skall inte förväxlas med hologram, som framställs med helt andra metoder.

## Olika effekter som kan uppnås
Med hjälp av lentikulärt tryck kan man till exempel åstadkomma följande effekter:
- 3D-effekt, genom att man visar en bild för vardera ögat,
- flip-effekt, genom att man växlar mellan flera bilder,
- animation, genom att man växlar mellan bilder i en löpande följd,
- morphing, en animation mellan två bilder,
- zoom, en animation med bilder i ökande eller minskande förstoring.